# Jakub Fulnek
Jakub Fulnek (* 26. dubna 1994) je český fotbalový útočník či záložník, který nastupuje[kdy?] za český klub FK Mladá Boleslav.

## Klubová kariéra
Je odchovancem klubu SK Metylovice, odkud hostoval ve Frýdlantu nad Ostravicí (2005-2006), MFK Vítkovice (2006-2010) a Zbrojovce Brno (2010-2011). V roce 2011 přestoupil z Metylovic do Karviné. Na podzim 2012 působil na střídavý start v Hlučíně. V létě 2013 odešel z MFK Karviná do FC Vysočina Jihlava. V létě 2014 dostal příležitost v A-týmu. V 1. české lize debutoval 23. srpna 2014 v utkání proti FK Baumit Jablonec (porážka 0:2).

## Reprezentační kariéra
Fulnek nastupoval za český reprezentační výběr do 18 let.